# Don Byas

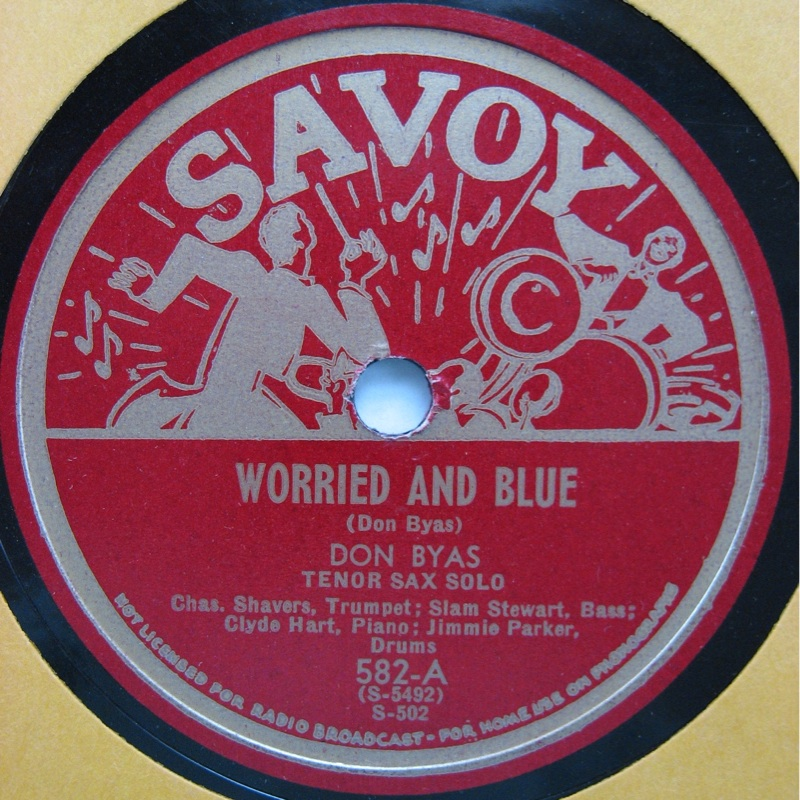
78er-Schellack-Platte von Don Byas
auf Savoy Records: „Worried and Blue“ (28. Juli 1944),
B-Seite von „Griffin’ And Jivin’“

Don Byas  (* 21. Oktober 1912 in Muskogee, Oklahoma als Carlos Wesley Byas; † 24. August 1972 in Amsterdam) war ein Jazz-Tenorsaxophonist.
Der Tenorsaxophonist Don Byas gilt als Bindeglied und Musiker des Übergangs von der Coleman-Hawkins-Schule zu den Neuerungen des Bebops um Charlie Parker und Lucky Thompson. Er begann in den Big Bands des Swing, wie Andy Kirk und Count Basie. Am meisten in Erinnerung wird seine Kunst des Balladenspiels (Laura, These Foolish Things) bleiben. Durch seine lange Abwesenheit von der amerikanischen Jazzszene ist er schnell in Vergessenheit geraten.

## Sein Leben

### Die frühen Jahre (1912–1932)
Don Byas wuchs in einer Musikerfamilie auf; die Mutter spielte Klavier, der Vater Klarinette. Der junge Don Byas begann mit klassischer Musik, zunächst auf der Geige, dann auf der Klarinette (wobei Benny Carter sein Idol war); er spielte schließlich Altsaxophon bis zum Ende der 1920er Jahre. Schon mit 17 Jahren trat er in lokalen Bands auf und leitete eine eigene Formation im College namens Don Carlos & The Collegiate Ramblers (1931–32). In diese Zeit fallen auch Auftritte mit der Bennie Moten Band, Terrence Holder und bei Walter Pages Blue Devils.

### An der Westküste (1932–1937)
Erst später – unter dem Einfluss von Coleman Hawkins – wechselte er zum Tenorsaxophon. 1932 ging er an die Westküste und spielte mit verschiedenen Bands in Los Angeles; arbeitete 1935 in Lionel Hamptons Band im Paradise Club mit Eddie Barefield und Tyree Glenn, wo er sich als Satzspieler wie als Solist einen Namen machte. Byas spielte dann in einer Anzahl weiterer Bands in Kalifornien, wie mit Buck Clayton 1936, Lorenzo Flemnoy und Charlie Echols.

### In New York (1937–1946)
1937 ging Byas mit Eddie Mallory und seinem Orchester auf Tournee Richtung New York, wo sie Mallorys Frau, die Sängerin Ethel Waters begleiteten und im New Yorker Cotton Club auftraten. Danach spielte Don Byas 1938 kurz bei Don Redman (später wieder 1939/40), dann bei Lucky Millinder und Andy Kirk 1939-/1940. Aus dieser Zeit stammt seine erste Platteneinspielung, Is This to Be My Souvenir mit Timme Rosenkrantz and his Barrelhouse Barons für Victor im Mai 1938.
Des Weiteren spielte Byas bei den Bands von Edgar Hayes, Benny Carter, Hot Lips Page und Coleman Hawkins 1940, begleitete die Sängerin Billie Holiday und nahm an Sessions des Pianisten Pete Johnson, des Trompeters Hot Lips Page und des Sängers Big Joe Turner teil.

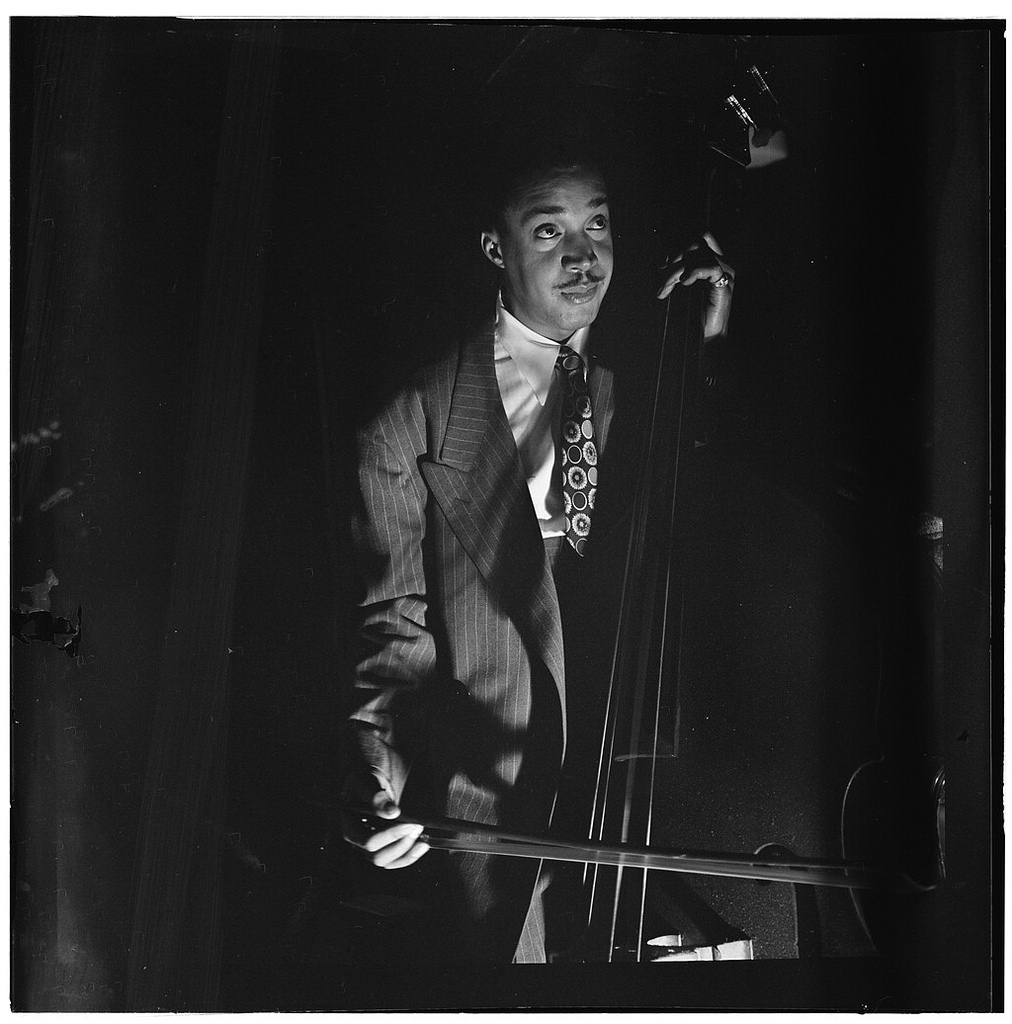
Slam Stewart, Fotografie von William P. Gottlieb

Die anschließenden drei Jahre (Januar 1941 bis Ende 1943) in der Band von Count Basie (als Nachfolger von Lester Young) bezeichnete er als seine wichtigsten: „Die beste Band, mit der ich je spielte. Ich lernte so viel von ihr.“ Mit der Basie Band entstand eine frühe Version von Harvard Blues, aufgenommen am 17. November 1941 als Vokalversion des Stückes von George Frazier, gesungen von Jimmy Rushing. In der Zeit mit Basie entstanden auch die Stücke Royal Garden Blues und Sugar Blues.und in Hollywood die Aufnahmen für die Filme Reveille with Beverly (August 1942) und Stage Door Canteen (Januar 1943). Im November 1943 fanden die letzten Aufnahmen mit Count Basie statt.
In diese Zeit fällt auch seine Begegnung mit den Bebop-Wegbereitern Charlie Christian, Dizzy Gillespie, Oscar Pettiford und Kenny Clarke, die bei den Sessions im New Yorker Jazzclub Minton’s Playhouse 1941 mitspielten, dem ersten Bebop-Quintett, das auf der 52. Straße von New York auftrat und so bis zum Frühjahr 1944 bestand.
Nach der Zeit in der Basie-Band hatte Don Byas eigene Gruppen, mit denen er Aufnahmen für die kleinen Plattenlabel Savoy, Gotham, Hub, American, Super, National, Super Disc und Jamboree machte, von denen besonders das Trio mit dem Bassisten Slam Stewart und dem Schlagzeuger Harold Doc West hervorzuheben ist. Mit Slam Stewart spielte Byas im Duo I Got Rhythm und Indiana, aufgenommen in New York am 9. Juni 1945: Die beiden spielten dort als Pausenfüller bei einem Town Hall-Konzert und stahlen damit den Stars des Abends die Show: „Ihr Humor und halsbrecherische Vitalität, unbändiger Drive und Phantasie“ machen die Aufnahmen zu den bedeutendsten des ausgehenden Swing.
Zu seinem Trio stieß im August der Pianist Erroll Garner, im September Johnny Guarnieri hinzu. In dieser Zeit spielte Byas eine Variation von How High the Moon, die kurz danach von Benny Harris in Ornithology umgewandelt wurde, bald eines der wichtigen Bebop-Stücke von Charlie Parker. Mit Parker, Dizzy Gillespie, George Wallington, Oscar Pettiford und Max Roach entstanden auch wegweisende Aufnahmen im Onyx-Club 1944. Unter dem Namen von Coleman Hawkins wurde in dieser Besetzung ein Stück aufgenommen, das schon deutlich in die neue musikalische Richtung deutet: Woody’ n ’You am 16. Februar 1944. Im Januar 1945 entstanden Be-Bop, Good Bait und Salt Peanuts, Klassiker des frühen Bebop, mit Dizzy Gillespie für das kleine Label Manor Records.
In dieser Zeit nahm Don Byas seinen ersten Schallplattenhit auf, Laura von David Raksin, die Titelmelodie von Otto Premingers Film gleichen Titels von 1944. Byas sollte 1947 in Genf noch einmal eine bemerkenswerte Version dieses Stücks einspielen.

### In Europa – Paris (1946–1961)
Schließlich hatte Don Byas nach Aufnahmesessions für Savoy Records 1945/46 und einem Auftritt bei den Esquire All Stars im Januar 1946 ein Engagement in Benny Carters Band im Frühjahr 1946. Schon im September verließ er Carters Band und ging mit Don Redmans Orchester nach Europa und tourte durch Frankreich, Dänemark, Belgien, Deutschland und die Schweiz. Obwohl er im Laufe des Jahres noch einmal in die USA zurückkehrte, um bei Savoy Records und Gotham Platten aufzunehmen, verlagerte er von nun an seinen Lebensmittelpunkt (nach einigen Zwischenstopps in Belgien und Spanien) nach Frankreich. Aufgrund seiner Abwesenheit von der New Yorker Jazzszene ab dieser Zeit hatte Byas an den nun entstehenden Neuerungen des Modern Jazz keinen bedeutenden Anteil mehr. Auch wenn er sich selbst als einen Hauptbegründer des Bebop ansah, ist sein Anteil daran eher marginal.
Schon im Dezember 1946 nahm Byas für das Label Swing zum ersten Mal in Frankreich Platten auf, mit Don Redman, Tyree Glenn und Peanuts Holland. In Genf spielte er noch einmal seinen Hit von 1944 ein, die Ballade Laura, zudem How High The Moon (mit einem typischen Bebop-Eingangsarrangement).
1947 entstanden mit Eddie Barclay Aufnahmen in Paris für die Jazzlabel Swing und Blue Star Damals wurde wiederum Laura, eines von Byas’ bedeutendsten Stücken und ein klassisches Beispiel für seine Balladenkunst, wie auch der von ihm interpretierte Jazzstandard These Foolish Things von 1944 aufgenommen. In den Jahren 1947 bis 1948 zog Byas nach Barcelona, teils wegen der billigeren Lebenshaltungskosten, teils wegen der anregenden Atmosphäre. In diese Zeit fallen Auftritte mit den lokalen Bands von Bernard Hilda, Francisco Sanchez Ortega und Luis Rovira.
Ab 1948 hielt sich Byas vorwiegend im Pariser Stadtteil St. Germain-des-Prés auf, aber auch im Badeort Saint Tropez. 1949 trat er beim Pariser Jazz Festival in der Salle Pleyel mit der Band von Hot Lips Page auf. Von 1952 bis 1954 ließ sich die Pianistin Mary Lou Williams in Paris nieder; die beiden hatten 1939/40 gemeinsam in Andy Kirks Band gespielt und nahmen nun für das Jazzlabel Vogue eine Platte auf. 1954 entstanden auch Aufnahmen mit der Pianistin Beryl Booker.

### In Europa – Amsterdam (1961–1972)
Nach seinem Aufenthalt in St. Tropez und Paris ließ sich Don Byas dann in den Niederlanden nieder, wo er eine junge Holländerin heiratete und dort viele Platten mit europäischen Musikern und amerikanischen Gästen einspielte oder mit ihnen auf Tournee ging, wie mit Art Blakey, Kenny Clarke, Dizzy Gillespie, Jazz At The Philharmonic, Bud Powell und Ben Webster. 1950 nahm er an einer Europatournee mit Duke Ellington teil, 1963 entstanden Schallplattenaufnahmen mit Niels-Henning Ørsted Pedersen und Bent Axen, die jedoch nur einen müden Abglanz seiner früheren schöpferischen Kraft bieten. 1965 hatte er noch einen Auftritt bei den Berliner Jazztagen, 1968 nahm er eine Platte mit Ben Webster auf, 1971 reiste er – nach einigen Gastspielen in den USA 1970, wo er auf dem Newport Jazz Festival auftrat – mit Art Blakey nach Japan. Im Londoner Ronnie Scott’s Club entstanden schließlich noch beachtenswerte Live-Aufnahmen mit dem Pianisten Stan Tracey. 1971 nahm Byas an einem Workshop von George Gruntz im Rahmen des Zürcher Jazzfestivals teil. In Amsterdam starb Don Byas 1972 an Lungenkrebs.

## Seine Musik
Obwohl Don Byas dem Bebop verbunden war, blieb er immer tief im Swing verwurzelt. Er begann seine Karriere zwar stark im Fahrwasser von Coleman Hawkins, als seinen größten Einfluss nannte er aber selbst den Pianisten Art Tatum: „Ich habe keinen Stil, ich spiele ganz einfach wie Art.“
Don Byas gehört zu den bedeutenden Solisten der Coleman-Hawkins-Tradition und ist auch teilweise vom Basie-Tenoristen Herschel Evans beeinflusst. Er führte jedoch Hawkins’ mehr ornamentale Phrasierung weiter zu einer geschmeidigeren und geläufigeren Ausdrucksweise, die teilweise auch auf Benny Carter zurückgehen dürfte.
Diese – Carter ähnliche – Paarung von Lyrik und Eleganz sowie seine technische Meisterschaft mussten gerade den Romantikern des Saxophonspiels vorbildlich erscheinen, denen Hawkins’ Schüler zu rau und rabiat und Lester Young zu verhalten klang.
Seine Auftritte mit den Spielern der 52. Straße in New York erweiterten sein musikalisches Spektrum; er übertrug die Neuerungen des Bebop auf die Solo-Praxis des damals modernen Small-Band- bzw. Big-Band-Swing. Damit hatte Don Byas großen Einfluss auf die nächste Tenorsaxophonisten-Generation um Lucky Thompson, Paul Gonsalves, Benny Golson, Johnny Griffin und Guy Lafitte in Frankreich. Obwohl gewandt in schnellen Tempi, entwickelte er seine wahre Meisterschaft im Balladenspiel. Später integrierte Byas auch Einflüsse der Generation von Sonny Rollins und John Coltrane in sein Spiel, hielt aber stets an einer gewissen Grenze fest: „Wenn man nicht mit dem Fuß danach klopfen kann, ist es kein Jazz.“

## Diskographie

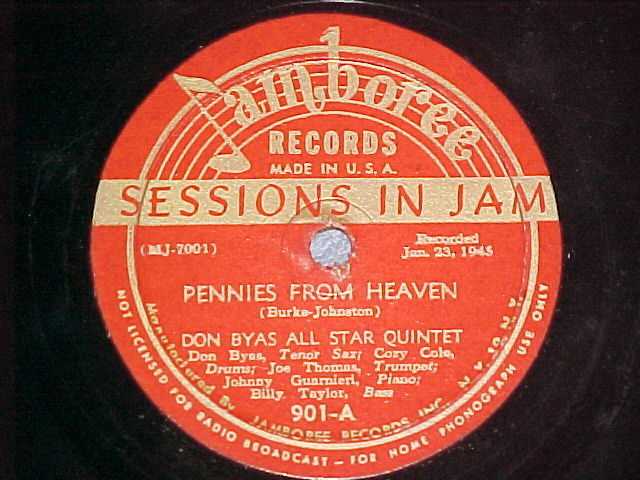
Don Byas All-Stars „Pennies from Heaven“ auf Jamboree Records

### Wichtige Stücke
- Count Basie: Harvard Blues (1941), Bugle Blues und Sugar Blues (1942)
- Coleman Hawkins: Three Little Words (erstes Solo) (1944)
- Dizzy Gillespie: A Night in Tunisia (1946)
- Esquire All Stars: Gone With The Wind (1946)

Aufnahmen unter eigenem Namen:
- These Foolish Things, What Do You Want With My Heart (1944)
- Pennies From Heaven, Jamboree Jump, I Got Rhythm, Wrap Your Troubles in Dreams, Harvard Blues, Indiana (Duo mit Slam Stewart) (1945)
- Laura (1947)

### Wichtige Plattenveröffentlichungen

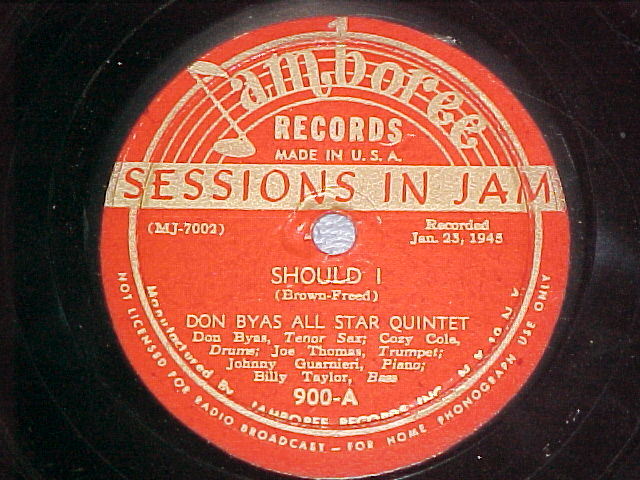
Don Byas All-Stars „Should I“ auf Jamboree Records

Das Schallplattenwerk von Don Byas bis 1947 (Leader- und Sideman-Einspielungen) erscheint bei Classics. Es liegen vor:
- Don Byas 1944–1945 (mit Charlie Shavers, Johnny Guarnieri, Clyde Hart, John Levy, Slam Stewart, Billy Taylor sowie dem Sänger Big Bill Broonzy),
- Charlie Perker & Dizzy Gillespie: Town Hall, New York City, June 22, 1945
- Don Byas 1945 (mit Buck Clayton, Dizzy Gillespie, Johnny Guarnieri, Eddie Safranski),
- Don Byas 1945, Volume 2 (mit Benny Harris, Erroll Garner, Milt Hinton, Slam Stewart, Harold Doc West),
- Don Byas 1946 (mit Tyree Glenn, Peanuts Holland, Hubert Rostaing, Billy Taylor, Max Roach),
- Don Byas 1947 (dto.)
- Eine brauchbare Kompilation – insbesondere der Pariser Jahre – ist auch von Dreyfus Jazz erschienen (Laura).
- Die Aufnahmen um 1944/45 sind auf der CD The Complete American Small Group Recordings (2001) zusammengefasst.[25]
- Charlie Christian: Jazz Immortal (OJC, 1941) bzw.
- Don Byas: Midnight At Minton’s (High Note, 1941) aufgenommen im Minton’s Playhouse, mit Thelonious Monk, Kenny Clarke, Joe Guy u. a.
- Savoy Jam Party – The Savoy Sessions (1944–46) mit dem Don Byas Quintett (Charlie Shavers (tp), Clyde Hart (p), Slam Stewart (b), Jack Parker (dr) bzw. Sextett zusätzlich: Rudy Williams (as)
- Don Byas: Commodore Classics – Ben Webster / Don Byas (1945) enthält Indiana, I Got Rhythm – Duett mit Slam Stewart und DB-Trio mit Teddy Wilson (p), Slam Stewart (b): Candy; 9. Juni 1945
- Don Byas – George Johnson: Those Barcelona Days 1947–1948 (Fresh Sound Records)
- Don Byas: Jazz In Paris – Don Byas: Laura (Emarcy, 1950–52)
- Don Byas: featuring Mary Lou Williams Trio & Beryl Booker Trio (Vogue, 1953–55, Paris)
- Don Byas: Autumn Leaves (Ronnie Scott’s Jazz House, 1965)
- Don Byas & Ben Webster: Ben Webster Meets Don Byas (1968)

### Aufnahmen als Sideman (Auswahl)
- Benny Carter: 1943–1946 (Classics)
- Buck Clayton: Buck Special (Vogue, 1949–1952)
- Dizzy Gillespie: 1945 (Classics), 1945–1946 (Classics), The Complete RCA Victor Sessions (Bluebird, 1937–49), Cognac Blues (Emarcy, 1949/1953)
- Roy Eldridge: Cooking (Vogue, 19590–1951)
- Johnny Guarnieri: 1944–1946 (Classics)
- Coleman Hawkins: The Complete Coleman Hawkins (Mercury, 1944), Rainbow Mist (Delmark, 1944), Bean Stalkin’ (Pablo, 1960)
- Billie Holiday: The Quintessential Billie Holiday Volume 8 (Columbia, 1939–1940)
- Pete Johnson: 1939–1941 (Classics)
- Andy Kirk: 1939–1940 (Classics)
- James Moody: 1948–1949 (Classics)
- Bud Powell: A Tribute To Cannonball (Columbia, 1961)
- Sarah Vaughan: 1944–1946 (Classics)
- Teddy Wilson: 1946 (Classics)